# Гантінгтон-Парк (Каліфорнія)
Гантінгтон-Парк (англ. Huntington Park) — місто (англ. city) в США, в окрузі Лос-Анджелес штату Каліфорнія. Населення — 54 883 особи (2020).

## Географія
Гантінгтон-Парк розташований за координатами 33°58′41″ пн. ш. 118°13′2″ зх. д. / 33.97806° пн. ш. 118.21722° зх. д. (33.978030, -118.217141).  За даними Бюро перепису населення США в 2010 році місто мало площу 7,81 км², з яких 7,80 км² — суходіл та 0,01 км² — водойми.

## Демографія
Згідно з переписом 2010 року, у місті мешкало 58 114 осіб у 14 597 домогосподарствах у складі 12 296 родин. Густота населення становила 7440 осіб/км².  Було 15151 помешкання (1940/км²).
Расовий склад населення:
| - 51,2 % — білих - 1,3 % — корінних американців - 0,8 % — чорних або афроамериканців - 0,7 % — азіатів - 42,2 % — осіб інших рас |

До двох чи більше рас належало 3,8 %. Частка іспаномовних становила 97,1 % від усіх жителів.
За віковим діапазоном населення розподілялося таким чином: 31,7 % — особи молодші 18 років, 61,7 % — особи у віці 18—64 років, 6,6 % — особи у віці 65 років та старші. Медіана віку мешканця становила 28,9 року. На 100 осіб жіночої статі у місті припадало 99,6 чоловіків;  на 100 жінок у віці від 18 років та старших — 97,8 чоловіків також старших 18 років.
Середній дохід на одне домашнє господарство  становив 44 392 долари США (медіана — 34 887), а середній дохід на одну сім'ю — 44 172 долари (медіана — 35 776). Медіана доходів становила 25 850 доларів для чоловіків та 22 063 долари для жінок. За межею бідності перебувало 29,6 % осіб, у тому числі 42,1 % дітей у віці до 18 років та 25,3 % осіб у віці 65 років та старших.
Цивільне працевлаштоване населення становило 24 684 особи. Основні галузі зайнятості: виробництво — 22,9 %, освіта, охорона здоров'я та соціальна допомога — 15,2 %, роздрібна торгівля — 12,9 %.